# Urothoe spinidigitata
Urothoe spinidigitata is een vlokreeftensoort uit de familie van de Urothoidae. De wetenschappelijke naam van de soort is voor het eerst geldig gepubliceerd in 1904 door Walker.